# Cratere Hwangcini
Hwangcini  è un cratere sulla superficie di Venere. Deve il suo nome a Hwang Jin-yi (황진이?), kisaeng (intrattenitrice di corte) coreana del XVI secolo.